# Les Plaisirs interdits
Pour plus de détails, voir Fiche technique et Distribution.
Les Plaisirs interdits (Fotografando Patrizia) est un film romantique et érotique italien réalisé par Salvatore Samperi et sortie en 1971. 
Le film, dont le thème principal scabreux est un inceste entre une sœur et un frère obsédé par la pornographie,, a été un succès public.

## Synopsis
Emilio, 16 ans, orphelin de père et de mère, vit seul à Chioggia avec sa vieille et fidèle gouvernante. À la mort de cette dernière, Patrizia (la sœur d'Emilio, âgée de 25 ans) retourne chez elle et vend la prospère entreprise de mode qu'elle possède. Au début, le plan de Patrizia est de s'occuper de son frère en bonne santé, mais constamment tenu à l'écart de toutes les activités de loisir, d'amusement, de groupe et de plein air (le maître mot était de « ne pas transpirer »). Pour assurer sa bonne croissance, la gouvernante l'avait même contraint à porter un appareil orthopédique et un collier, comme on le verra plus tard dans le film, sans que cela soit nécessaire.
Patrizia, dès qu'elle découvre l'attachement érotique d'Emilio pour elle (comme en témoigne l'excitation avec laquelle le protagoniste entrevoit les jambes nues de sa sœur au sortir de la douche), essaie d'abord de trouver une petite amie à son frère. Mais alors qu'elle lui trouve une candidate, elle devient jalouse de celle-ci et décide finalement de l'éloigner et de se rapprocher de son frère. Rapidement, la relation entre le frère et la sœur devient de plus en plus trouble (une évolution représentée par la spirale dans laquelle chaque intertitre clôt les différentes sections du film), Patrizia racontant à son frère sa vie intime avec l'intention claire de l'exciter ; et c'est Emilio qui pousse sa sœur à continuer le jeu, se rendant compte qu'ainsi il la tient en son pouvoir.
Patrizia, après avoir essayé de se désengager de cette situation risquée, consomme finalement l'inceste avec son frère, même si c'est de manière platonique : au début, en effet, leur relation amoureuse se déroule à travers des miroirs. Elle décide ensuite d'épouser un de ses anciens soupirants, mais le soir même du mariage, elle se donne sexuellement, et cette fois de manière charnelle, à son frère Emilio, en lui promettant que ce n'est que le début de leur relation.

## Fiche technique
- Titre italien original : Fotografando Patrizia[4]
- Titre français : Les Plaisirs interdits[5]
- Réalisateur : Salvatore Samperi
- Scénario : Riccardo Ghione, Massimo Di Luzio, Saverio Vallone, Edith Bruck
- Photographie : Dante Spinotti
- Montage : Sergio Montanari
- Musique : Fred Bongusto
- Décors : Maria Chiara Gamba
- Production : Pietro Innocenzi
- Société de production : Dania Film, Filmes International, Globe Films, National Cinematografica
- Pays de production :  Italie
- Langues originales : italien
- Format : couleur - 1,85:1
- Durée : 94 minutes
- Genre : Film romantique et érotique
- Dates de sortie :
  - Italie : 1er décembre 1984
  - France : 30 avril 1985

## Distribution
- Monica Guerritore : Patrizia
- Lorenzo Lena : Emilio
- Gianfranco Manfredi : Franco Alessi
- Gilla Novak : mannequin, amie de Patrizia
- Saverio Vallone : Arrigo

## Production
Le rôle d'Emilio a été confié au débutant Lorenzo Lena, un jeune homme de 18 ans découvert à Bologne dans un magasin d'électronique où il travaillait comme vendeur.
Monica Guerritore a accepté de jouer le rôle controversé de Patrizia « car c'est un personnage féminin écrit avec amour, observée dans toutes ses fêlures et ses nuances », ajoutant « jusqu'à présent, j'ai fait sept films sans résonance, j'avais besoin d'une histoire avec un succès commercial certain ». Cependant, peu après le début du tournage, l'actrice a été rejointe par son compagnon Gabriele Lavia, qui a lu le scénario et a exprimé clairement son désaccord. Une dispute s'ensuit, qui conduit Guerritore à quitter le plateau pendant huit jours.
Le réalisateur Samperi et le producteur Pietro Innocenzi se rendent à Rome et convainquent la protagoniste de revenir sur le plateau, après l'avoir assurée qu'ils signeront tous les trois, devant un avocat, chaque page du scénario pour établir que seules les scènes mises sur papier et contresignées par les parties seront tournées, sous peine d'un éventuel recours en justice.

## Accueil
Après avoir reçu l'approbation de la censure le 23 novembre 1984, le film est sorti dans toute l'Italie le 1er décembre suivant, remportant un grand succès au box-office.
Le film a fait de Guerritore un sex-symbol du cinéma italien au milieu des années 1980.